# رون غرهام
رون غرهام هو لاعب هوكي الجليد كندي، ولد في 7 يونيو 1950 في فيكتوريا في كندا.

## وصلات خارجية
- رون غرهام على موقع دوري الهوكي الوطني (الإنجليزية)
- رون غرهام على موقع قاعة مشاهير الهوكي (لاعب أن.إتش.أل) (الإنجليزية)
- رون غرهام على موقع EliteProspects.com (الإنجليزية)
- رون غرهام على موقع HockeyDB.com (الإنجليزية)
- رون غرهام على موقع Hockey-Reference.com (الإنجليزية)